# Стрыя, Кароль
Кароль Стрыя (пол. Karol Stryja; 2 февраля 1915, Цешин — 31 января 1998, Катовице) — польский дирижёр.
Окончил в Цешине учительскую школу (1934), работал учителем и одновременно учился в Силезской консерватории в Катовице, которую окончил в 1939 году как музыкальный педагог. После Второй мировой войны продолжил музыкальное образование и в 1951 году окончил дирижёрское отделение Катовицкой Высшей школы музыки у Гжегожа Фительберга. В 1953—1990 годах возглавлял Симфонический оркестр Силезской филармонии; одновременно в 1968—1984 годах главный дирижёр Симфонического оркестра Оденсе. В 1979 году стоял у истоков Международного конкурса дирижёров имени Гжегожа Фительберга в Катовице, в 1980 году стал одним из основателей Международного конкурса исполнителей имени Карла Нильсена в Оденсе. С 1954 года преподавал в Катовицкой Высшей школе музыки, с 1984 года — профессор.
Записал, в частности, все вокально-симфонические произведения Кароля Шимановского, включая оперу «Король Рогер».